# Jaan Kross
Pour les articles homonymes, voir Kross.
Jaan Kross, né le 19 février 1920 à Tallinn et mort le 27 décembre 2007 à Tallinn, est un écrivain estonien,.

## Biographie
Né à Tallinn, en Estonie, Kross étudie à l'Université de Tartu (1938-1945). Il est diplômé de sa faculté de droit et y intervient comme conférencier jusqu'en 1946 (puis encore comme professeur d'Arts libéraux en 1998).
En 1940, l'Union soviétique envahit et occupe les trois pays baltes : l'Estonie, la Lettonie et la Lituanie, et envoie les membres de leurs gouvernements en Sibérie.
En 1941, l'Allemagne nazie occupe l'Estonie.
Pendant l'occupation allemande de l'Estonie (1941–1944), Kross est arrêté en 1944 pour nationalisme par la police de sécurité allemande (et) et détenu six mois.
Le 5 janvier 1946, alors que l'Estonie est à nouveau sous domination soviétique, il est arrêté par le commissariat de la RSS d'Estonie (et), qui le déporte en octobre 1947 pour huit ans comme un prisonnier politique (1947-1951) dans le camp de Vorkoutlag, dans la République socialiste soviétique autonome des Komis, puis en exil (1951-1954) dans le kraï de Krasnoïarsk.
À son retour de Sibérie en 1954, il s'installe en Estonie et devient écrivain professionnel.
Kross est de loin l'auteur estonien le plus connu et le plus traduit, autant nationalement qu'internationalement.
Il est nommé à quelques reprises pour le Prix Nobel de littérature et détient quelques doctorats honorifiques et décorations internationales, incluant l'ordre estonien le plus élevé, de même que l'un des ordres allemands les plus élevés.

## Œuvre
Les romans et nouvelles de Kross sont presque tous historiques ; en effet, il est souvent crédité d'un rajeunissement significatif du genre du roman historique.
La plupart de ses œuvres se déroulent en Estonie et relatent les relations de la population estonienne avec les Germano-Baltes, les Soviétiques, de même qu'avec les Russes.
Le plus souvent, les descriptions de Kross à propos de la lutte historique des Estoniens contre les Germano-Baltes est cependant une métaphore pour la lutte contemporaine contre l'occupation soviétique.
Toutefois, la popularité internationale de Kross montre que ses œuvres vont bien au-delà de ces préoccupations locales ; elles traitent plutôt de questions d'identités mixtes, de loyauté et d'appartenance.
Il devient très populaire après l'indépendance de l'Estonie en 1991.
Le Fou du tsar (1978) est considéré comme le chef-d'œuvre de Jaan Kross ; c'est également son roman le plus traduit. En France, ce roman remporte en 1990 le Prix du Meilleur livre étranger. L'ouvrage s'inspire de la biographie de Timotheus Eberhard von Bock (de) (1787-1836).
Parmi les autres livres traduits de Kross reviennent souvent Le Départ du professeur Martens (1984), à cause de ses thèmes très populaires in academe, et Exhumations (1990), qui traite de la période de renouveau après la mort de Staline de même que de la conquête de l'Estonie par les Danois au Moyen Âge. Ce dernier titre est parfois perçu par les critiques comme sa meilleure œuvre.

### Romans
- Kolme katku vahel (I-IV, 1970, 1972, 1977, 1980) (La Triple Peste)
- Kolmandad mäed (1974) (La Troisième Vallée des collines)
- Keisri hull (1978) Publié en français sous le titre Le Fou du tsar, traduit par Jean-Luc Moreau, Paris, Robert Laffont, « Pavillons », 1989 ; réédition, Paris, Seuil, Points. Roman no 517, 1992 ; réédition, Paris, Robert Laffont, Pavillons poche, 2008
- Rakvere romaan (1982)
- Professor Martensi ärasõit (1984) Publié en français sous le titre Le Départ du professeur Martens, traduit par Jean-Luc Moreau, Paris, Robert Laffont, « Pavillons », 1990
- Vastutuulelaev (1987), qui relate la vie de l'astronome et opticien Bernhard Schmidt Publié en français sous le titre L'Œil du grand tout, traduit par Jean-Luc Moreau, Paris, Robert Laffont, « Pavillons », 1997
- Wikmani poisid (1988) (Les Gars de chez Wikman)
- Silmade avamise päev (1988) Publié en français sous le titre La Vue retrouvée, traduit par Jean-Luc Moreau, Paris, Robert Laffont, « Pavillons », 1993
- Väljakaevamised (1990) (Exhumations)
- Tabamatus (1993) Publié en français sous le titre Dans l'insaisissable : le roman de Jüri Vilms, traduit par Jacques Tricot, Paris/Montréal, L'Harmattan, « Lettres nordiques », 2001
- Mesmeri ring (1995) Publié en français sous le titre Le Cercle de Messmer, traduit par Jacques Tricot, Paris/Montréal, L'Harmattan, « Lettres nordiques », 2011
- Paigallend (1998) Publié en français sous le titre Le Vol immobile, traduit par Antoine Chalvin, Lausanne/Paris, Éditions Noir sur blanc, 2006
- Tahtamaa (2001)

### Recueils de nouvelles
- Klio silma all (1972)
- Vandenõu (La Conspiration & autres histoires)

### Autobiographie
- Kallid kaasteelised, volume 1 (2003) (Chers co-voyageurs)
- Kallid kaasteelised, volume 2 (2008) (Chers co-voyageurs)

### Autre publication
- Omaeluloolisus ja alltekst (2003) (Autobiographisme et sous-texte), une lecture de ses propres œuvres

## Prix et reconnaissance
- Prix Eeva Joenpelto, 1988
- Écrivain honoré de la RSS d'Estonie, 1971
- Prix Friedebert Tuglas, 1971, 1972, 1990, 1995
- Écrivain du peuple de la RSS d'Estonie , 1985
- Ordre du Blason national, 1996
- Prix littéraire de la Fondation culturelle d'Estonie, 1998
- Prix de la culture de la république d'Estonie (et), 2006
- Européen de l'année, 2006